# Miłana Bachajewa
Miłana Bachajewa ps. Miłana Tierłojewa (ur. 30 grudnia 1979 we wsi Oriechowo k. Groznego) – czeczeńska dziennikarka i pisarka.

## Życiorys
Po wybuchu I wojny czeczeńskiej w grudniu 1994, Bachajewa wraz z rodziną ukrywała się w Groznym, żyjąc bez bieżącej wody i elektryczności. W 1996 cała rodzina powróciła do Oriechowa. Zastała tam spustoszony i zniszczony dom, w którym obecnie kwaterowali żołnierze rosyjscy. Po wybuchu II wojny czeczeńskiej rodzina Milany uciekła do Inguszetii. Bachajewa powróciła 6 miesięcy później do Groznego i zapisała się na studia na uniwersytecie w Groznym, wybierając filologię francuską.
Kiedy w 2003 studenci francuscy, przeciwni wojnie w Czeczenii założyli organizację Etudes Sans Frontières jednym z głównych celów jej działalności miało być wydobycie studentów czeczeńskich z obszaru zagrożonego wojną i umożliwienie im podjęcia studiów we Francji. We wrześniu 2003 pierwsza grupa – ośmiu studentów z Groznego rozpoczęła studia w Paryżu. W tej grupie znalazła się także Bachajewa, która podjęła studia dziennikarskie w Institut d’Études Politiques. Ukończyła je z wyróżnieniem w 2006. W tym czasie pisała dla Le Monde i Courrier International. Zaprzyjaźniła się wtedy z rosyjską dziennikarką – Anną Politkowską.
Do znanej już w środowisku dziennikarskim Czeczenki zwróciło się wydawnictwo Hachette Livre, namawiając, aby napisała wspomnienia z okresu wojny w Czeczenii. Powstało dzieło: Tańcząc na ruinach. Czeczeńska młodość (Danser sur les ruines. Une jeunesse tchétchène) opisująca losy autorki (ukrywającej się pod pseudonimem Miłana Tierłojewa) od czasu wojny w Czeczenii do jej przyjazdu i rozpoczęcia studiów we Francji. Książka stała się bestsellerem francuskiego rynku wydawniczego, a jej autorka otrzymała atrakcyjne propozycje podjęcia pracy w Paryżu. Bachajewa zdecydowała się jednak na powrót do Groznego, gdzie pracuje nad utworzeniem Europejskiego Centrum Kultury. Przygotowuje także drugą książkę, którą chce poświęcić kobietom Czeczenii.
17 czerwca 2008 została zatrzymana we wsi Gojti, wraz z grupą działaczy Memoriału, kiedy fotografowała obiekty, należące do miejscowej policji. Materiały, które zebrano zostały zniszczone, a zatrzymanych uwolniono tego samego dnia.